# Huta-Meschyhirska
Huta-Meschyhirska (ukrainisch Гута-Межигірська, russisch Гута-Межигорская/Guta-Meschigorskaja) ist ein Dorf im Rajon Wyschhorod im Oblast Kiew in der Ukraine.

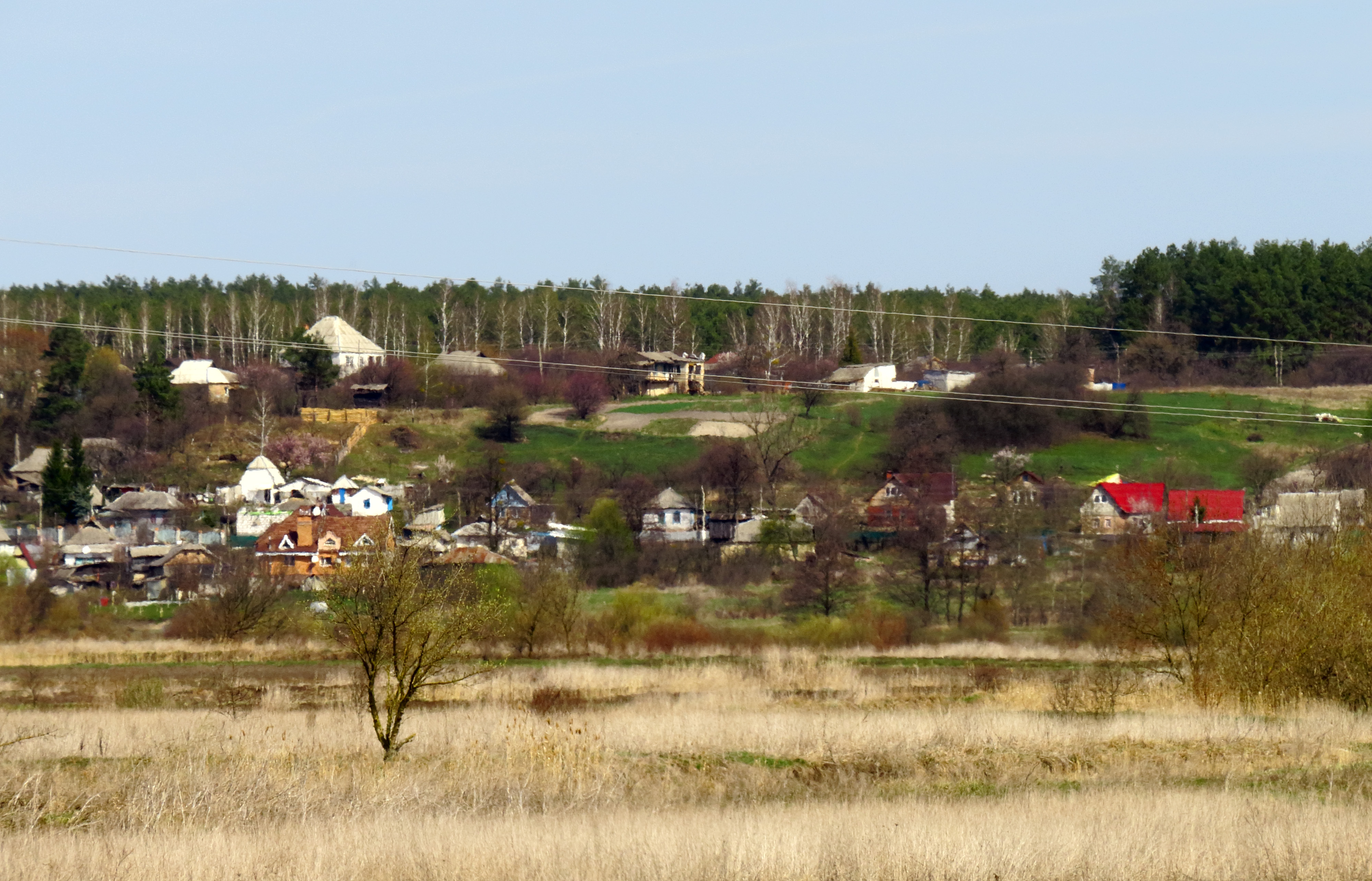
Dorfansicht

Am 13. März 2022 wurde während der russischen Invasion in der Ukraine der Fotojournalist Maksym Lewin in der Nähe des Dorfes getötet und seine Leiche am 1. April gefunden.
Am 12. Juni 2020 wurde das Dorf ein Teil der neugegründeten Landgemeinde Petriwzi, bis dahin war es ein Teil der Landratsgemeinde Ljutisch im Süden des Rajons Wyschhorod.